# Long Melford
Long Melford – wieś i civil parish w Anglii, w hrabstwie Suffolk, w dystrykcie Babergh. Leży 30 km na zachód od miasta Ipswich i 86 km na północny wschód od Londynu. W 2011 roku civil parish liczyła 3518 mieszkańców.